# Jabbaabe
Jabbaabe (auch: Ciapape) ist eine winzige Insel von Somalia. Sie gehört politisch zu Jubaland und geographisch zu den Bajuni-Inseln, einer Kette von Koralleninseln (Barriereinseln), welche sich von Kismaayo im Norden über 100 Kilometer bis zum Raas Kaambooni nahe der kenianischen Grenze erstreckt.

## Geographie
Die Insel schließt sich im Norden fast unmittelbar an Guuwa an. Weiter nördlich liegen Yaamba und Guume, die hier als Isole Giuba bezeichnet werden.

## Klima
Als Klima herrscht heißes Steppenklima mit Monsuneinfluss.